# 毛利邸
毛利邸（もうりてい）は、毛利家が近代（江戸時代後）に建てた邸宅である。現存する毛利邸には、山口県防府市にある毛利宗家の本邸（現在の毛利氏庭園と毛利博物館）と、下関市にある長府毛利家の邸宅（長府毛利邸）がある。

## 防府市の毛利邸
明治維新後に爵位を得て公爵となっていた旧長州藩主毛利家の毛利元昭が、国許に建てた邸宅と庭園。東京ではなく山口に場所を定めたのは、明治23年（1890年）に毛利元徳が定めた家憲により、公爵毛利家の本拠は山口の「土地健康にして且つ交通便利の地」にすることが規定されていたことによる。東京の高輪邸（後述）や、江戸時代に三田尻に建てられていた三田尻邸（三田尻御茶屋）に対して、多々良邸（又は防府邸）とも呼ばれていた。完成直後に大正天皇が宿泊したのを始め、その後も何度か天皇・皇后が宿泊している。現在では、邸宅・庭園をあわせて国指定の名勝となっている。また、邸宅の一部が毛利博物館となっており、国宝や重要文化財など2万点を所蔵・展示している。所在地は、防府市多々良一丁目15番1号（北緯34度3分46.3秒 東経131度35分14.4秒 / 北緯34.062861度 東経131.587333度）。

### 沿革
- 明治25年（1892年） - 用地買収を終えて着工するが、日清戦争・日露戦争により工事を中止する。
- 大正元年（1912年） - 9月に改めて着工。
- 大正5年（1916年） - 完成。
- 昭和30年（1955年） - 山口県の名勝に指定される。
- 昭和42年（1967年） - 邸宅の一部を改装して毛利博物館となる。
- 平成8年（1996年） - 3月に毛利氏庭園として国の名勝に指定される。
- 平成23年（2011年） - 本邸が重要文化財となる[5]。

### 邸宅
元長州藩士で、当時内務大臣であった井上馨が、多々良山の南麓に場所を選定したとされる。敷地面積は約5万3千平方メートル。本邸は、建築面積1,002平方メートル、10棟60部屋から成るヒノキ造りの木造瓦葺き。軒唐破風付きの車寄せや格天井の広間などの書院造を踏襲した和風建築であるが、シャンデリアの電灯を備え、椅子とテーブルを備えた絨毯敷きの応接室（唯一の洋室）もある。また、建材にコンクリート（塀や柱の中空部分や石垣の裏側をコンクリートで補強している）やトタンを用いたり、湯殿には大理石の浴槽に湯の出る蛇口を備えるなど、当時の最新技術が随所に用いられていた。なお、屋内外の電灯に供給される電力は、海外から輸入した電灯用瓦斯（ガス）機関による発電機によるもので、日中に発電機を稼働させて蓄電し、夜に電気を利用していた。総工費は当時で約38万円（現在価格で150億円程度）とされる。

### 庭園
旧山陽道（西国街道）に面した入口から薬医門式の表門を経て邸宅玄関前まで続く路傍庭園、玄関前の前庭、中雀門（ちゅうじゃくもん）から入る内庭で構成される。内庭には、面積7,934平方メートルのひょうたん池があり、自然林なども調和させた壮大華麗な庭とされる。園内に、ウメ・サクラ・ツツジ・ショウブ・フジ・モミジがあり、四季折々の景観が見られる。なお、庭園の外側（南側）には長池と呼ばれる壕がある。

### 毛利博物館
雪舟の四季山水図（国宝）、毛利元就自筆の三子教訓状（重要文化財）など約2万点の文化財などを所蔵する博物館。昭和41年（1966年）に発足した財団法人（現・公益財団法人）防府毛利報公会により開設される。当初は、宅内の子供部屋を改造して展示室としていたが、国・山口県・防府市等の補助も受けながら徐々に拡大され、現在では2つの展示室と収蔵庫を備えている。毎年11月に国宝展が行われ、多くの国宝・重要文化財を見ることができる。

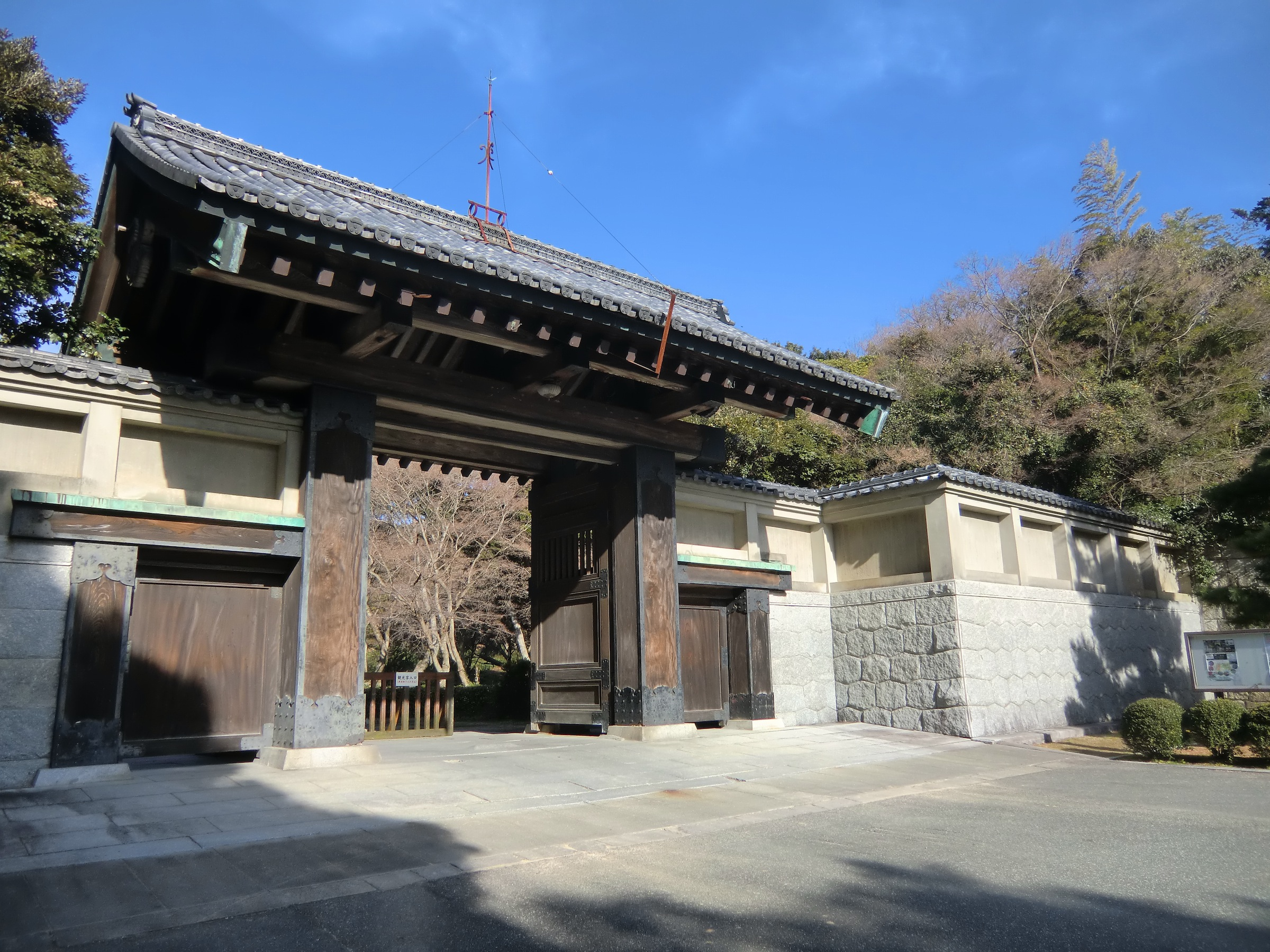
毛利氏庭園の表門
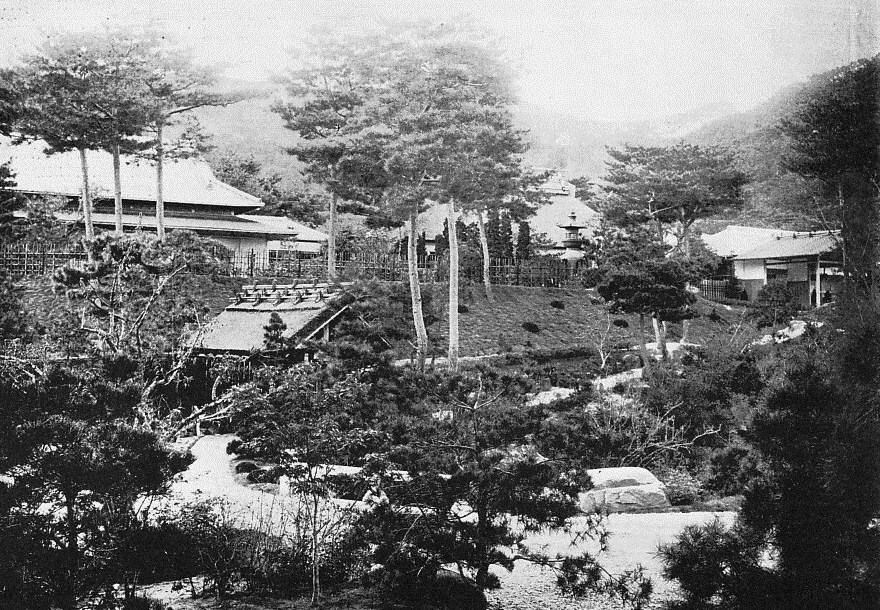
往年の多々良邸
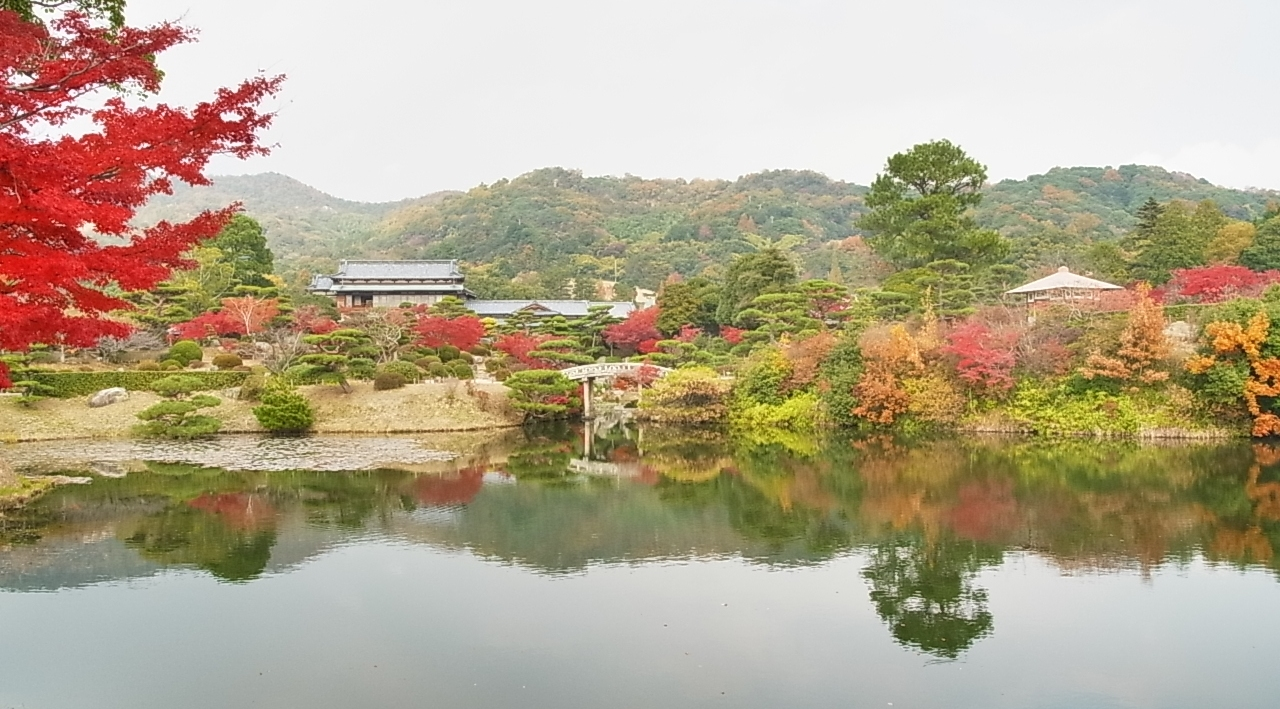
毛利氏庭園

## 下関市の毛利邸
長府藩の最後の藩主で、元豊浦藩知事であった毛利元敏（長府毛利家）が、東京から帰住して建てた邸宅。現在では観光施設として公開されている。所在地は、下関市長府惣社町4番10号（北緯33度59分51.4秒 東経130度59分2.5秒 / 北緯33.997611度 東経130.984028度）。

### 沿革
- 明治31年（1898年） - 着工。
- 明治36年（1903年） - 完成。
- 大正8年（1919年） - この年まで長府毛利氏の本邸として利用される。
- 昭和23年（1948年） - 長府毛利氏が東京に移るため土地・邸宅を下関市へ寄付[12]。
- 平成10年（1998年） - 改装して一般公開される。
- 平成16年（2004年） - 茶室・淵黙庵（えんもくあん）が移築される。

### 邸宅・庭園
約1万平方メートルの敷地は、石垣と白壁に囲まれており、表門から入った区画より、武家屋敷造の母屋がある区画が一段高く配されるなど、城郭的な構造をしている。完成直前の明治35年（1902年）に、熊本で行われる陸軍演習を視察する明治天皇の行在所（仮の御所）となり、往路の11月9日と、復路の11月15日に宿泊。玄関脇には、記念碑（毛利子邸紀念碑）が建てられているほか、明治天皇御宿泊の間は当時のまま保存されている。書院庭園・池泉回遊式庭園・枯山水庭園の3つの庭が作られている。紅葉の名所でもあり、秋などの観光シーズンの休日には甲冑・官女衣装着付け体験などのイベントが催される。築後110年以上の茶室・淵黙庵が移築されており、有料で利用できる。

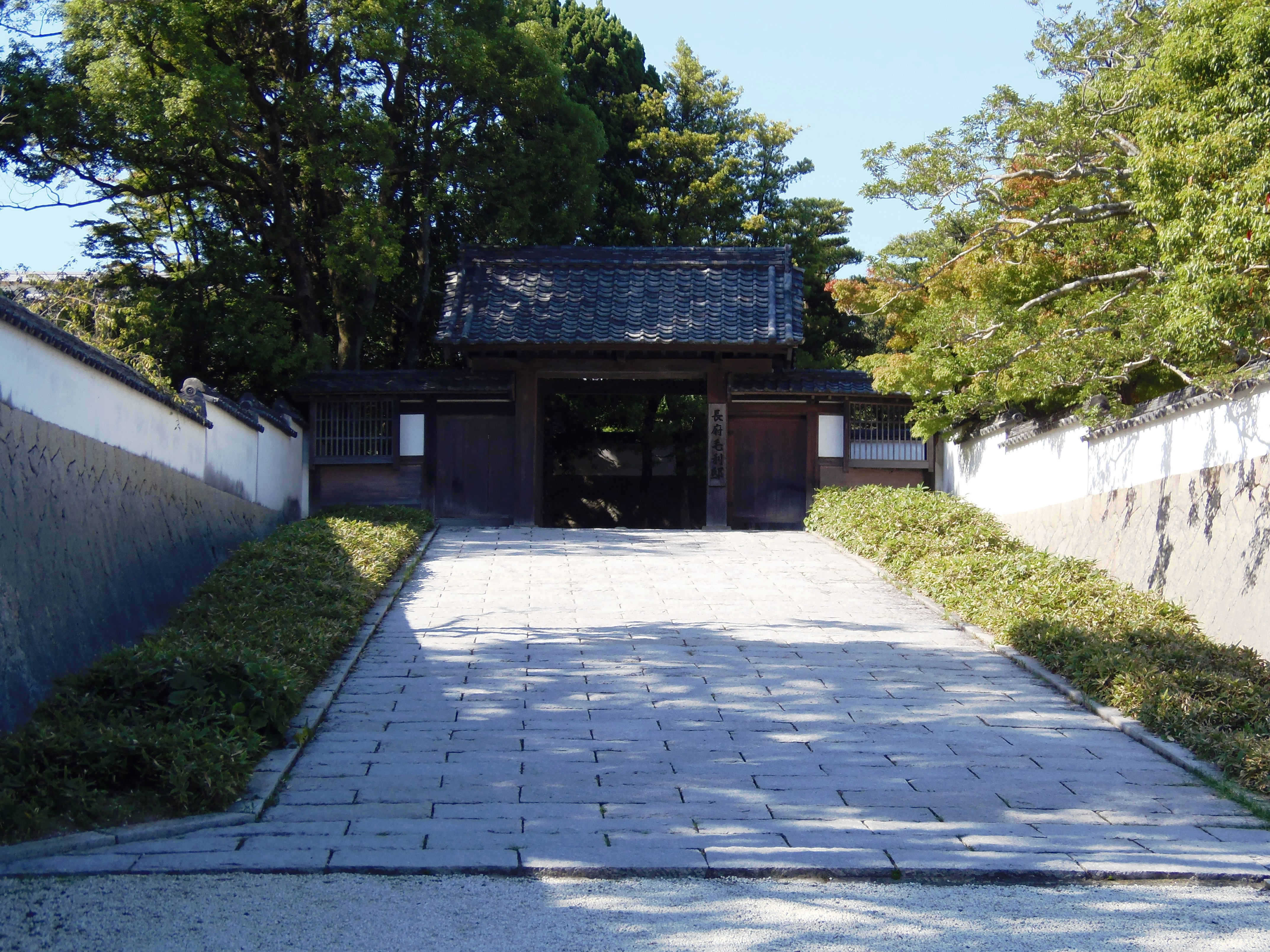
長府毛利邸入口
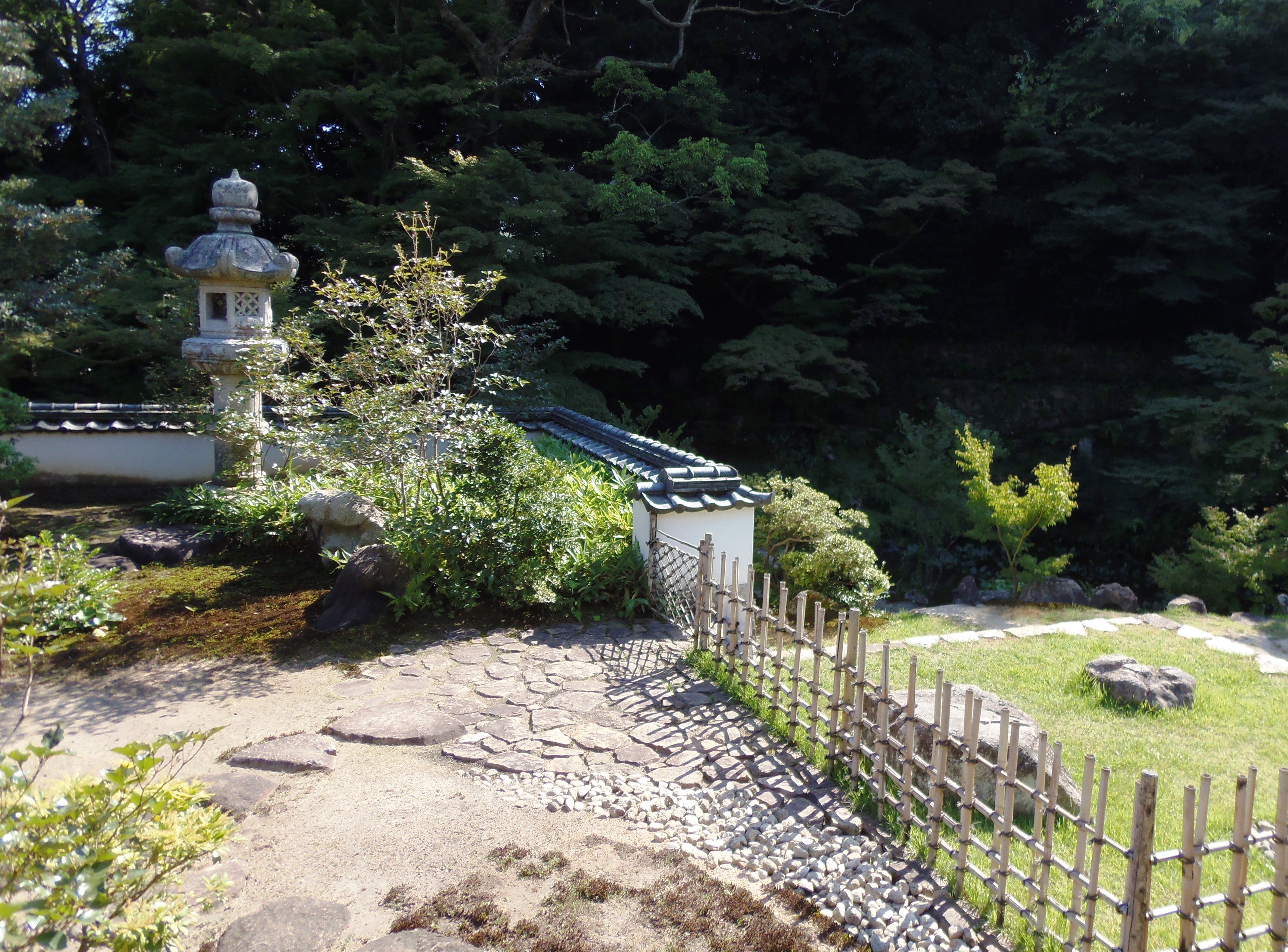
長府毛利邸の庭園
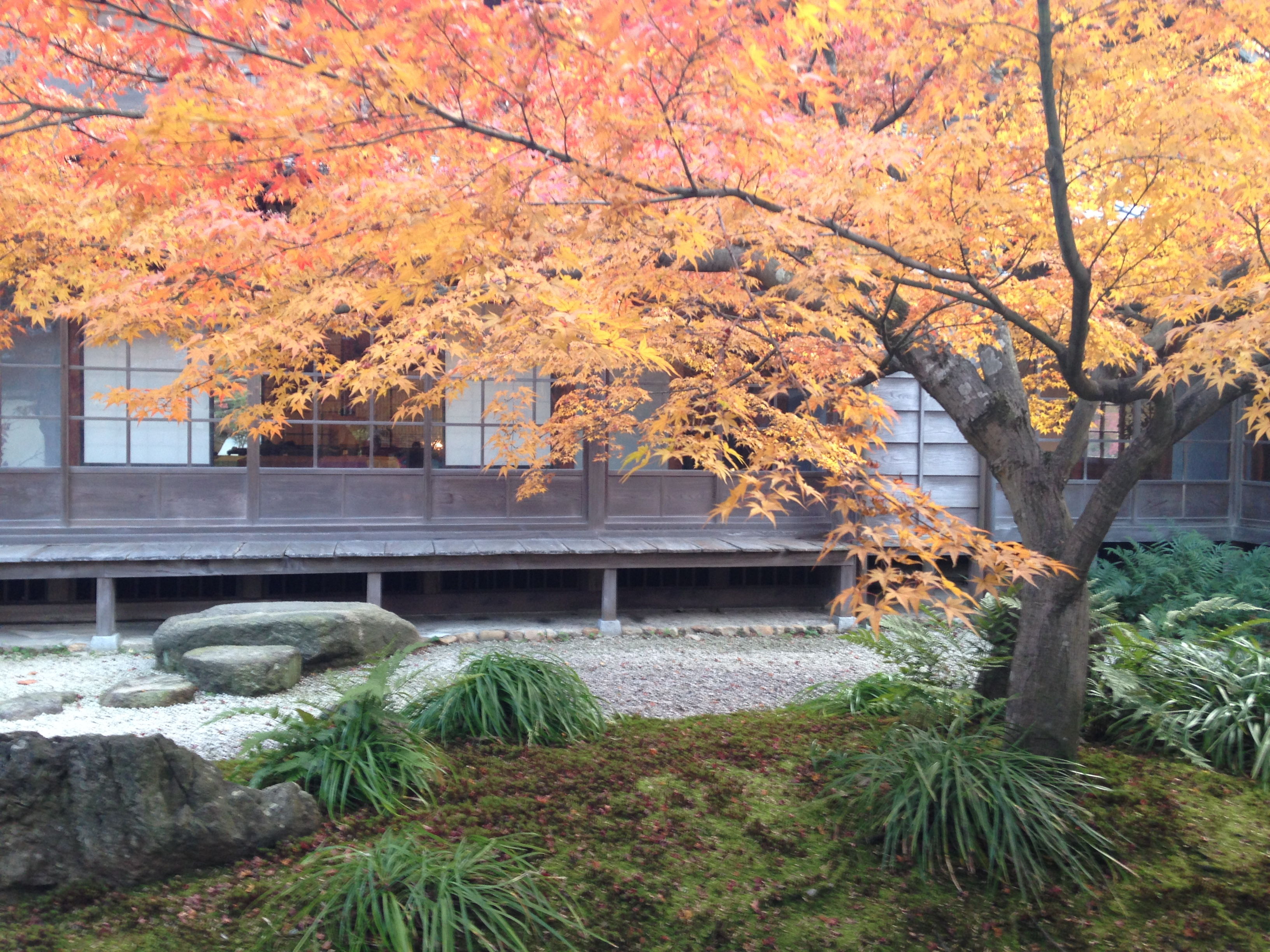
秋の長府毛利邸

## その他の毛利邸（跡）

### 高輪邸
東京の芝高輪南町27番地にあった毛利氏の邸宅。別名、常磐邸。幕末の長州征討で、江戸幕府の制裁として没収された毛利氏江戸藩邸（毛利甲斐守邸跡）に代わり、明治5年（1872年）旧久留米藩邸地に新築されたもの。明治6年（1873年）5月には明治天皇が行幸、翌7年（1874年）5月には皇后（昭憲皇太后）・英照皇太后が行啓している。現在、跡地で品川プリンスホテルが昭和53年（1978年）に開業しているが、これに先立つ昭和50年（1975年）には、門が狭山不動尊に移築されている（不動寺総門）。

### 鎌倉別邸（旧毛利家別邸表門）
毛利元徳は、明治時代に鎌倉市材木座に別邸を建てており、明治26年（1893年）4月には英照皇太后の行啓があった。その後、大正10年（1921年）に萩市東田町に移築された。現在は、昭和49年（1974年）に萩市堀内に移築された表門（旧毛利家別邸表門）のみが残っており、萩青年の家の表門となっている。